# 圣帕莱 (约讷省)
圣帕莱（法語：Sainte-Pallaye，法語發音：[sɛ̃t palɛ]）是法国勃艮第-弗朗什-孔泰大区约讷省的一个市镇，位于该省中南部，属于欧塞尔区。

## 地理
圣帕莱（47°38'59"N, 3°40'13"E）面积4.07 平方千米，位于法国勃艮第-弗朗什-孔泰大區约讷省，该省份为法国中北部内陆省份，西接卢瓦雷省，西北接塞纳-马恩省，南至涅夫勒省，东临科多尔省，东北与奥布省接壤。
与圣帕莱接壤的市镇（或旧市镇、城区）包括：普雷日尔贝、巴扎尔讷、双河村。

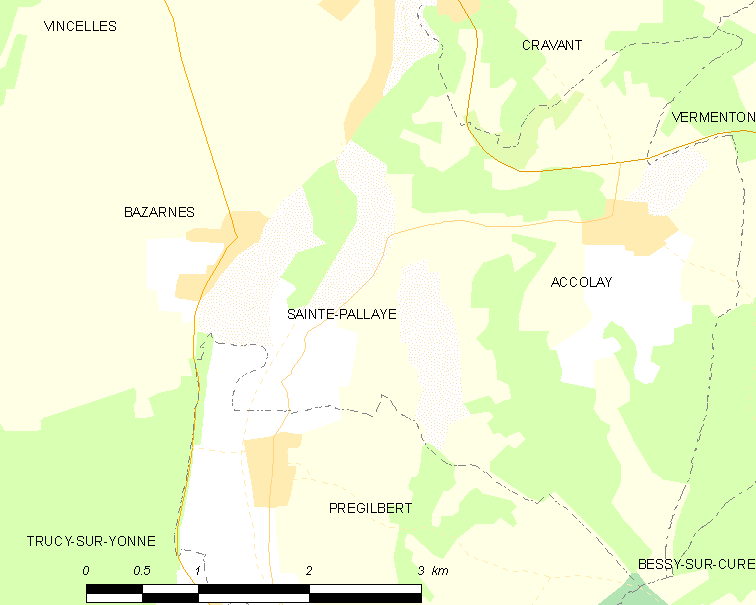
的OSM定位图

圣帕莱的时区为UTC+01:00、UTC+02:00（夏令时）。

## 行政
圣帕莱的邮政编码为89460，INSEE市镇编码为89363。

## 政治
圣帕莱所属的省级选区为茹拉维尔县。

## 人口

1962-2008年间人口变化图示

圣帕莱于2022年1月1日时的人口数量为98人。